# Grafo caminho
No campo da matemática da teoria dos grafos, um grafo caminho ou grafo linear é um exemplo particularmente simples de uma árvore, ou seja, uma árvore com dois ou mais vértices que não tem ramificações, ou seja, contém somente vértices de grau 2 e 1. Em particular, ela tem dois vértices terminais (vértices que têm grau 1), enquanto todos os outros (se houver) têm grau 2.